# Roc de Fontviva
El Roc de Fontviva és una muntanya rocosa de 1.766,2 m d'altitud situada en el vessant nord-est del Massís del Carlit, en el límit dels termes comunals de Font-rabiosa i de Puigbalador, tots dos de la comarca del Capcir, a la Catalunya del Nord.
Està situat al nord del terme de Font-rabiosa i al sud del de Puigbalador, tots dos aproximadament a la zona central del terme respectiu.